# Río Capillejo
Der Río Capillejo ist ein etwa 64 km langer rechter Nebenfluss des Río Manú in Südost-Peru in der Provinz Manu der Region Madre de Dios. Der Flusslauf liegt im Distrikt Fitzcarrald.

## Flusslauf
Der Río Capillejo entspringt in der vorandinen Hügelregion auf einer Höhe von etwa 650 m. Er durchquert das Amazonastiefland in überwiegend nordnordöstlicher Richtung und mündet schließlich in den nach Südosten strömenden Río Manú. Der Río Capillejo weist auf seiner gesamten Länge zahlreiche enge Flussschlingen auf.

## Einzugsgebiet
Der Río Capillejo entwässert ein Areal von etwa 200 km². Das Einzugsgebiet liegt im Nationalpark Manú. Es grenzt im Osten an das des Río Cumeriali sowie im Westen an das Río Fierro.